# 日置市立伊集院中学校
日置市立伊集院中学校（ひおきしりつ いじゅういんちゅうがっこう 英語: Ijuin Junior High School）は、鹿児島県日置市伊集院町下谷口にある市立中学校。

## 概要
- 日置市が誕生する以前は、伊集院町立伊集院中学校であった。
- 現在の生徒数は約540名で、各学年5学級である。

## 沿革
- 1947年（昭和22年）5月2日 - 伊集院町立伊集院中学校として開校。
- 1950年（昭和25年）4月1日 - 土橋分校を伊集院町立土橋中学校として独立。
- 2005年（平成17年）5月1日 - 伊集院町が新設合併により日置市となり、日置市立伊集院中学校に改称。

## 校区
- 伊集院小校区
- 飯牟礼小校区

## 部活動
- バレーボール部（男・女）
- バスケットボール部（男・女）
- 柔道部
- 水泳部
- 剣道部
- 野球部
- ソフトテニス部（男・女）
- 陸上競技部
- サッカー部
- 吹奏楽部
- 美術同好会

## 周辺
- 伊集院駅
- 日置市立伊集院小学校
- 南九州自動車道伊集院バスストップ